# NGC 2774
NGC 2774 é uma galáxia espiral (S) localizada na direcção da constelação de Cancer. Possui uma declinação de +18° 41' 48" e uma ascensão recta de 9 horas, 10 minutos e 39,9 segundos.
A galáxia NGC 2774 foi descoberta em 21 de Março de 1784 por William Herschel.